# Flying Dagger
Pour plus de détails, voir Fiche technique et Distribution.
Flying Dagger (神經刀與飛天貓, Shen Jing Dao yu Fei Tian Mao) est un wuxia hongkongais réalisé par Kevin Chu (en) et sorti en 1993 à Hong Kong.
Il raconte l'histoire de deux duos de chasseurs de primes, les frères Hon (Tony Leung Ka-fai et Jimmy Lin), et les sœurs Fung (Sharla Cheung et Gloria Yip), qui se font concurrence pour capturer un célèbre voleur appelé « Renard à neuf queues » (Jacky Cheung).

## Synopsis
Les frères Hon, Chung (Tony Leung Ka-fai) et Lam (Jimmy Lin), en fait oncle et neveu, sont des chasseurs de primes qui sont concurrencés dans leurs affaires par les sœurs Fung, Ling (Sharla Cheung) et Lam (Gloria Yip).
Le seigneur Lei (Chen Hung-lieh) engage les Hon pour capturer un voleur surnommé « Renard à neuf queues », qui aurait, selon lui, volé une importante partie de son trésor, violé et assassiné sa fille de 13 ans et tué 41 membres de sa famille. Personne ne l'a vu mais on a retrouvé sur place une queue de renard, ce qui est sa signature. Durant leur voyage vers la cachette de renard à neuf queues, les Hon apprennent dans une taverne que les sœurs Fung ont été capturées par « Jamais ne meurt » (Yuen Cheung-yan (en)) et ses frères qui veulent les sacrifier et leur arracher le cœur pour venger des amis qu'elles ont capturé. Ils décident de faire une halte dans leur quête pour aller les délivrer, mais en attaquant le camp des brigands, ils découvrent qu'il sont tombés dans un piège des sœurs Fung. En effet, les deux femmes prisonnières ne sont pas elles mais des femmes payées pour jouer aux prisonnières. Les Fung profitent de cela pour devancer les Hon et récupérer la récompense d'un million de taels promise par l'empereur pour la capture de « Renard à neuf queues ». Les Hon, de leur côté, parviennent tout de même à éliminer les brigands, notamment « Meurt d'un coup » qu'ils tuent... en un coup, mais se retrouvent confrontés à « Jamais ne meurt » qui est un homme immortel. Même décapité, celui-ci ne meurt jamais. Ils lui tranchent la main avant de décider de s'enfuir. Malheureusement, la main de « Jamais ne meurt », toujours vivante, s'est agrippée à Chung et refuse de le lâcher.
Pendant ce temps, dans la caverne qui lui sert de repaire, « Renard à neuf queues » (Jacky Cheung) se dispute avec sa femme « Chatte volante » (Maggie Cheung) qui finit par le quitter. Une fois partie, les sœurs Fung débarquent dans son repaire et l'attaquent. Mais « Renard à neuf queues » étant un maître hors-pair de kung-fu, il les neutralise facilement et les attachent. Les frères Hon débarquent juste après, poursuivis par « Jamais ne meurt ». Celui-ci étant imbattable, même « Renard à neuf queues » ne peut rien contre lui. Fung Lam fait alors ses adieux à Hon Lam en lui avouant qu'elle l'aime, et celui-ci lui avoue sa réciprocité. C'est alors que « Jamais ne meurt » se met à se débattre et à émettre de la fumée car il ne supporte en fait pas les paroles romantiques ou sensuelles. Chung et Ling se lancent alors dans une conversation d'amoureux mais au moment de porter le coup de grâce à « Jamais ne meurt » en embrassant Ling, Chung n'y arrive pas et embrasse à la place « Renard à neuf queues » lui-même. « Jamais ne meurt » se dissout alors dans un nuage de fumée. Profitant d'un moment d'inattention de « Renard à neuf queues », Chung parvient à le neutraliser. Les Hon et les Fung décident alors de faire temporairement la paix et d'aller ensemble livrer « Renard à neuf queues » au seigneur Lei pour partager la récompense. La femme de ce-dernier revient juste après et découvre la caverne vide. Désireuse de savoir où est son mari, elle utilise une machine qui produit des dessins de ce qu'il s'est passé auparavant dans le repaire, comme une caméra de surveillance. En regardant les dessins, elle comprend que son mari a été capturé, puis passe derrière le mur pour crier sur le vieil homme qui produit les dessins et les envoie par une fente, pour n'avoir rien fait pour l'aider.
Durant une halte pendant la nuit, « Renard à neuf queues » parvient à échapper aux chasseurs de primes et se rend dans un bordel où il s'amuse avec de nombreuses courtisanes. Guidés par la main de « Jamais ne meurt », les chasseurs de primes le retrouvent, le re-capturent, puis poursuivent leur route. Le groupe arrive ensuite à l'auberge de la fortune où il est accueilli par le propriétaire, Pang Ting-hong (Ng Man-tat), et sa femme. Auparavant, un mystérieux groupe de guerriers japonais était arrivé à l'auberge, ainsi que la femme de « Renard à neuf queues » elle-même. Pendant le repas du soir, un homme qui se fait appeler l'« Invaincu » débarque et provoque tous les clients de l'auberge en duel. Le patron le neutralise très vite et il apparaît alors sous sa vraie nature, celle d'un homosexuel à tendance masochiste. Après cet épisode, les guerriers japonais attaquent les chasseurs de primes pour récupérer « Renard à neuf queues », sa femme faisant de même, mais ils sont tous vaincus ou capturés.
Pendant ce temps, le seigneur Lei rencontre la « Diablesse » (Pauline Chan) et le « Débauché » de la branche Yi He, le général Takchun leur ayant donné pour mission de lui porter secours. « Renard à neuf queues » a en effet dérobé l'armure du général contenant une lettre compromettante que celui-ci lui avait adressé, et ils doivent la détruire si le seigneur Lei ne parvient pas à la récupérer. Ce sont eux qui ont en fait envoyé les guerriers japonais à l'auberge. Le seigneur Lei leur avoue qu'il avait tout planifié et envoyé des chasseurs des primes en leur ayant fait croire à une fausse attaque de son palais par « Renard à neuf queues », mais que l'irruption des guerriers à l'auberge avait compliqué l'affaire.
À l'auberge, en discutant avec « Renard à neuf queues » et « Chatte volante », les chasseurs de primes comprennent qu'il s'agit d'un coup monté. Ils sont alors attaqués par la « Diablesse » et le « Débauché », puis le propriétaire Pang Ting-hong prête main-forte aux chasseurs de primes, affirmant être un ancien grand champion d'arts martiaux et s'appeler Alain Delon et sa femme Catherine Deneuve (Leslie Cheung et Anita Mui dans la version originale). Les deux assaillants finissent pour prendre la fuite mais Hon Chung s'est fait empoisonné et sa peau vire au vert. Pang Ting-hong envoie Lam et Ling à l'extérieur car ils ont moins de dix-huit ans et explique la manière de guérir Chung. Il faut qu'une femme volontaire copule avec lui neuf fois afin de diluer le poison. Le problème est que cette femme sera enceinte d'un fœtus anormal qui naîtra dans trois jours et qu'il faudra faire cuire à feu doux pour le donner à manger à Chung et le guérir totalement.
Tandis que Chung et Ling se rendent dans une chambre de l'auberge, Hon Lam et Fong Lam se font capturés par le seigneur Lei à l'extérieur. Tout le groupe part alors combattre le seigneur Lei, la « Diablesse » et le « Débauché », qu'ils vainquent définitivement, non sans mal. De retour à l'auberge, Fung Ling donne naissance au fœtus et tout le monde est choqué de découvrir qu'il s'agit de « Jamais ne meurt ».

## Fiche technique
- Titre original : 神經刀與飛天貓
- Titre international : Flying Dagger
- Réalisation : Kevin Chu (en)
- Scénario : Wong Jing
- Photographie : Chiu Foo-keung et Wong Bo-man
- Montage : Fan Kung-ming
- Musique : William Hu
- Production : Johnny Mak et Stephen Shiu
- Société de production : Chang Hong Channel Film & Video Ltd. Co.
- Société de distribution : SYS Entertainment
- Pays d'origine :  Hong Kong
- Langue originale : cantonais
- Format : couleur
- Genre : wuxia
- Durée : 86 minutes
- Dates de sortie :
  -  Hong Kong : 6 mai 1993
  -  Corée du Sud : 31 juillet 1993
  -  France : 20 avril 2005 (en DVD)

## Distribution
- Tony Leung Ka-fai : Hon Cheung, « Grand poignard »
- Jacky Cheung (VF : Jean-Pierre Denuit) : « Renard à neuf queues »
- Jimmy Lin (VF : Thierry Janssen) : Hon Lam, « Petit poignard »
- Sharla Cheung : Fung Ling
- Maggie Cheung : « Chatte volante », la femme de « Renard à neuf queues »
- Ng Man-tat : Pang Ting-hong (l'aubergiste)
- Gloria Yip : Fung Lam
- Chen Hung-lieh : le seigneur Lei
- Kingdom Yuen (en) : la propriétaire du bordel
- Yuen Cheung-yan (en) : « Jamais ne meurt »
- Lee Ka-ting : l'« Invaincu »
- Lo Lieh : « Meurt d'un coup »
- Pauline Chan : la « Diablesse » de la branche Yi He
- David Wu (en) : le « Débauché » de la branche Yi He
- Ku Pao-ming (en)
- Fang Fang
- Sam Hoh
- Wong Chung-kui